# Peter Norrenberg

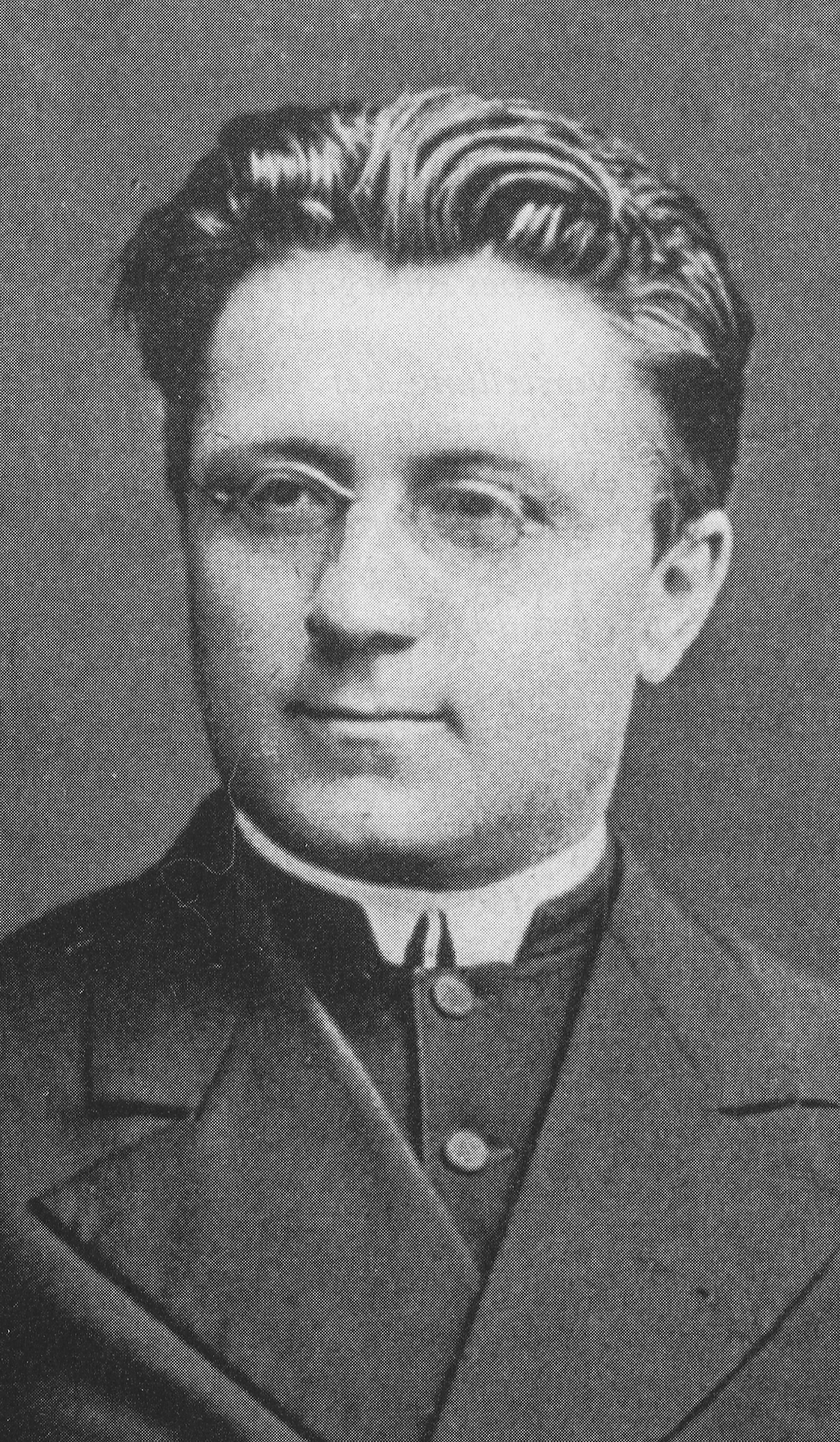
Porträt von Peter Norrenberg

Peter Norrenberg (* 1. Dezember 1847 in Köln; † 29. Mai 1894 in Rhöndorf) war ein deutscher Priester, Historiker und Sozialpolitiker.

## Werdegang und schriftstellerische Tätigkeiten
Nach dem Besuch des Marzellengymnasiums in Köln begann Peter Franz Xaver Norrenberg 1867 sein Studium in Bonn mit den Fächern Katholische Theologie und Philosophie, absolvierte das Kölner Priesterseminar und erhielt 1871 die Priesterweihe. Den Doktorgrad der Philosophie erwarb er an der Universität Rostock.
Seine erste Kaplanstelle trat er in Viersen an, wo er 20 Jahre lang tätig war. Sein Arbeitspensum war immens; so erschienen zum Beispiel im Jahr 1873 allein sechs Veröffentlichungen von ihm, unter anderem eine Abhandlung über Deutschlands katholische Dichtung, eine Untersuchung über das kölnische Literaturleben im ersten Viertel des 16. Jahrhunderts, ein Lustspiel und eine Romanübersetzung aus dem Englischen. Später veröffentlichte er eine dreibändige Allgemeine Geschichte der Literatur, aber auch Spiele und Dramen für Laienspielbühnen, und unter einem Pseudonym eine Volksliedersammlung. Einige seiner heimatkundlich-historischen Arbeiten werden noch heute zitiert, zum Beispiel seine 1889 erschienene Geschichte der Pfarreien des Dekanates Mönchengladbach. 1894 erschien postum sein Buch über die heilige Irmgard von Süchteln.
1891 bis 1894 war er Pfarrer in Süchteln, wo er auch begraben wurde.

## Seelsorger und Sozialpolitiker
Norrenberg nahm seine Seelsorgertätigkeit sehr ernst. Er unterrichtete am Gymnasium, war Lokalschulinspektor und gründete 1876 in Viersen einen Arbeiterinnenverein, der nach zwei Jahren bereits fast 450 Mitglieder hatte. Dabei kümmerte er sich vor allem um das harte Los der in den Spinnereien und Webereien tätigen Frauen, darunter auch – auf Grund seiner Englischkenntnisse – um die aus England angeworbenen Arbeitskräfte, die teilweise wie viele Fabrikarbeiterinnen mit einer durchschnittlichen Wochenarbeitszeit von 78 Stunden in menschenunwürdigen Verhältnissen leben mussten. 1880 erschien seine historische Abhandlung über Frauenarbeit. 1881 war Norrenberg Mitbegründer des Vereins Arbeiterwohl. Von ihm löste er sich später, da dieser den Staat in der Pflicht zur Lösung der Sozialen Frage sah, er aber den Schlüssel dazu „auf dem Boden der christlichen Gesellschaftsordnung“ im Geiste der Caritas. In seiner Süchtelner Seelsorgerzeit trat er der Zentrumspartei bei; er baute ein Vereinshaus, gründete einen Orgelverein und besorgte neue Kirchenfenster. Er geriet in eine heftige Auseinandersetzung mit dem dortigen interkonfessionellen Vaterländischen Frauenverein und begegnete solchem „Liberalismus“, den er „für Süchteln schlimmer als die Sozialdemokratie“ hielt, mit der Gründung eines katholischen „Elisabethen“-Vereins.

Er starb im Alter von 46 Jahren an einem Schlaganfall.
1999 wurde ihm die 33. Gedenkmedaille des Kreises Viersen gewidmet.

## Werke (Auswahl)
- Deutschlands katholische Dichtung der Gegenwart 1847–1873. Münster 1873.
- Das Kölnische Literaturleben im ersten Viertel des 16. Jahrhunderts. Leipzig 1873. (Digitalisat)
- Aus dem alten Viersen. Ein Beitrag zur Culturgeschichte des Niederrheins. Viersen 1873, Digitalisat der ULB Düsseldorf.
- Chronik der Stadt Dülken. Ihre Geschichte und ihr Volksleben. Baedeker’s Verlag, Viersen 1874, Digitalisat der ULB Düsseldorf.
- Geschichte der Stadt Süchteln. Beiträge zur Lokalgeschichte des Niederrheins. Bd. 2. Viersen 1874, Digitalisat der ULB Düsseldorf.
- Geschichte der Herrlichkeit Grefrath. Beiträge zur Geschichte des Niederrheins. Bd. 4. Viersen 1875, Digitalisat der ULB Düsseldorf.
- Unter dem Pseudonym „Hans Zurmühlen“: Des Dülkener Fiedlers Liederbuch. 150 Volkslieder. Viersen 1875 (online).
- Frauenarbeit und Arbeiterinnenvereine in deutscher Vorzeit. In: Jahresbericht des Arbeiterinnenvereins Viersen. Viersen 1877.
- Die Dilettantenbühne. Sammlung von Theaterstücken für Gesellenvereine. 7 Hefte, Düsseldorf 1877/78.
- Frauen-Arbeit und Arbeiterinnen-Erziehung in deutscher Vorzeit. J.B. Bachem, Köln 1880.
- Handbüchlein zur Gründung und Leitung von Arbeiterinnenvereinen. Mainz 1881.
- Allgemeine Geschichte der Literatur. Ein Handbuch der Geschichte der Poesie aller Völker. Bd. 1. Russel, Münster 1882.
- Allgemeine Geschichte der Literatur. Bd. 2. Russel, Münster 1882.
- Allgemeine Geschichte der Literatur. Bd. 3. Russel, Münster 1884.
- Aus dem Viersener Bannbuch. Viersen 1886, Digitalisat der ULB Düsseldorf.
- Geschichte der Pfarreien des Dekanates M.Gladbach. Geschichte der Pfarreien der Erzdiöcese Köln. Bd. 21. Köln 1889; Unveränderter Nachdruck, Antiquariat am St. Vith, Mönchengladbach 2005.
- Die heilige Irmgardis von Süchteln. (= Aus der rheinischen Geschichte. Bd. 19.) Bonn 1894, Digitalisat.